# Comarca Norte (La Gomera)
Die Comarca Norte ist eine der 15 Comarcas in der Provinz Santa Cruz de Tenerife.
Die im Norden der Insel La Gomera gelegene Comarca umfasst drei Gemeinden auf einer Fläche von 174,38 km².

## Gemeinden
| Gemeinde      | Einwohner (2024) | Fläche km² | Dichte Einw./km² | Cod INE | Postleitzahl                             |
| ------------- | ---------------- | ---------- | ---------------- | ------- | ---------------------------------------- |
| Agulo         | 1.108            | 25,39      | 44               | 38002   | 38830                                    |
| Hermigua      | 1.887            | 39,67      | 48               | 38021   | 38820, 38829, 38890                      |
| Vallehermoso  | 2.954            | 109,32     | 27               | 38050   | 38840, 38849, 38850, 38852, 38869, 38891 |
| Comarca Norte |                  | 174,38     | 0                | –       | –                                        |

## Nachweise
1. ↑  Instituto Nacional de Estadística Municipal Register of Spain
2. ↑  Regionen und Großregionen der Kanarischen Inseln, territoriale Abgrenzungen für statistische Zwecke